# Rhacocleis minerva
Rhacocleis minerva är en insektsart som beskrevs av Baccetti 1991. Rhacocleis minerva ingår i släktet Rhacocleis och familjen vårtbitare. Inga underarter finns listade i Catalogue of Life.